# Aloe officinalis
Aloe officinalis es una especie de planta suculenta de la familia de los aloes. Es endémica de la Península arábiga.

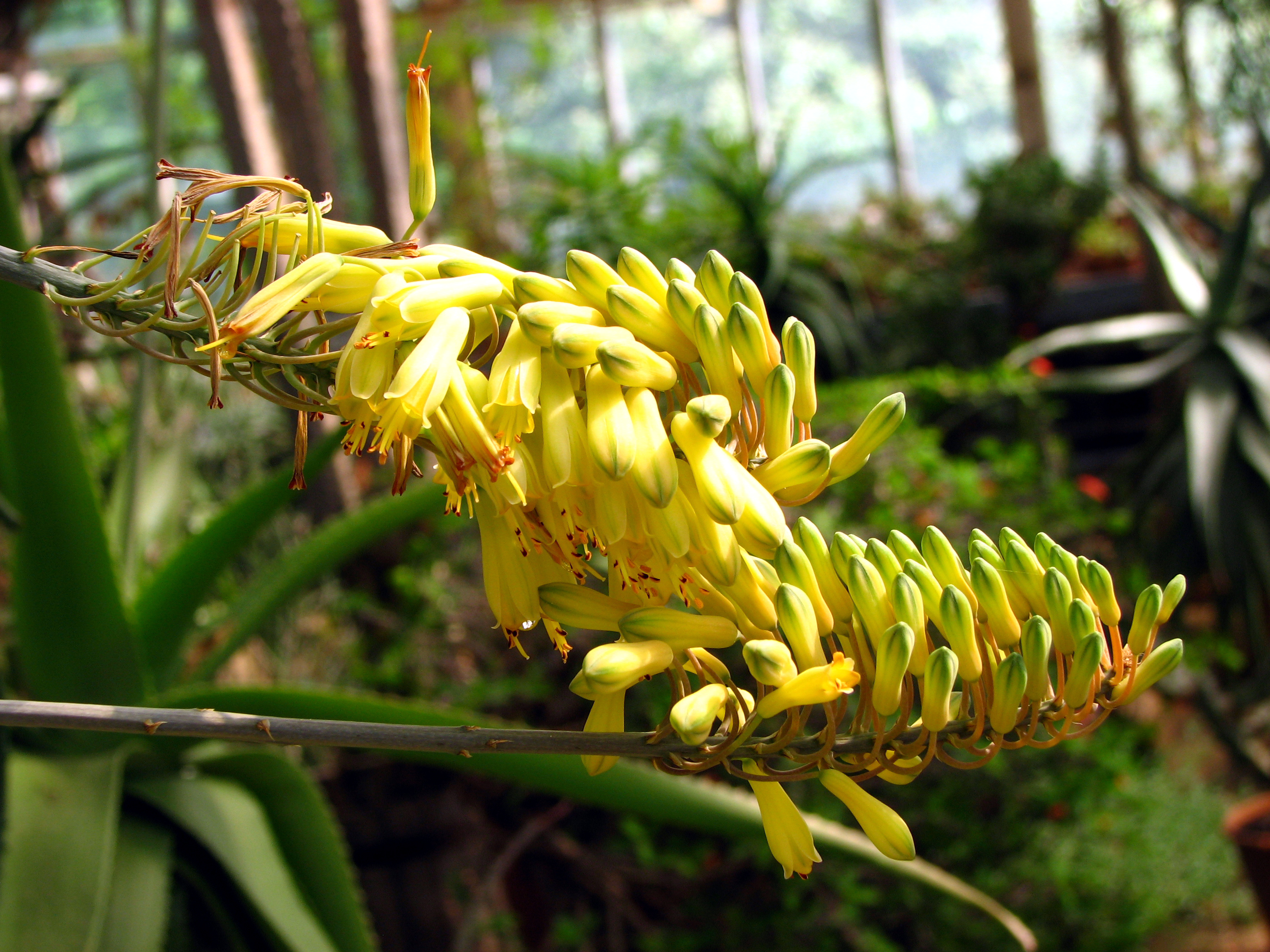
Inflorescencia

## Descripción
Es una planta suculenta erecta con las hojas de color verdes, manchadas de blanco, de 70 x 12 cm, lisas, con márgenes dentados prominentes. Las inflorescencias con un máximo de tres ramas, alcanza los 175 cm de altura; en forma de racimos cónicos, bastante densos, con brácteas de 10 mm de largo, pedicelos de 6-8 mm de largo. Las flores de color rojo o amarillo, el perianto cilíndrico, un poco curvado.

## Taxonomía
Aloe officinalis fue descrita por Peter Forsskål y publicado en Fl. Aegypt.-Arab.: 73, en el año (1775).
Etimología
Ver: Aloe
officinalis: epíteto latino que significa "usado con fines medicinales".
Variedades
- Aloe officinalis var. angustifolia (Schweinf.) Lavranos

Sinonimia
- Aloe vera var. officinalis (Forssk.) Baker[6][2]